# Liliane Brakema
Liliane Brakema (1987) is een Nederlandse toneelregisseuse. In 2016 werd haar voorstelling De Wilde Eend geselecteerd voor het Nederlands Theaterfestival als een van de beste voorstellingen van dat jaar.

## Biografie
Brakema groeide op aan het strand van Noordwijk aan Zee. Al jong werd ze nieuwsgierig naar het theatervak, ging op eigen houtje op zoek en speelde amateurvoorstellingen, filmrolletjes en kreeg les op jeugdtheaterschool Rabarber. 
Op haar 18e vertrok zij na een video-auditie naar ACTT in Sydney om daar een acteursopleiding van een jaar te doen.
Terug in Nederland speelde zij in jong-talent voorstellingen bij Poldertheater, gastrolletjes op televisie (o.a. Mandy in soapserie Onderweg naar Morgen) en reisde door Israël en de Palestijnse gebieden om het stuk Droom van Vrede te maken over de verschillende kanten van het Israëlisch-Palestijns conflict dat in 2008 door Nederland toerde. Daarnaast haalde zij cum laude haar bachelor ‘Economie en Bedrijfskunde’ en schreef als afstudeerscriptie het boek ‘Microfinance: for profit or poverty reduction’. 
In 2009 begon zij aan de theatermakers/regieopleiding aan de Toneelacademie Maastricht en maakte daar onder de vleugels van het Vlaamse Theatergezelschap Laika op Linkeroever de succesvolle voorstelling 'Daar Buiten’ over een vrouw die zo bang is dat ze zich op een dag besluit op te sluiten in een kastje, vastbesloten hier nooit meer uit te komen. In 2011 stapte zij over naar de Regieopleiding in Amsterdam. Hier studeerde zij in 2015 af Gif van Lot Vekemans waarin zij haar personages in een decor van 4 ton zout en een 3.5 meter lange opgezet krokodil liet bewegen. Haar andere afstudeervoorstelling was De Wilde Eend van Ibsen/Stone. Met deze laatste werd zij de eerste regisseuse in de geschiedenis die met een afstudeervoorstelling geselecteerd werd voor het Nederlands Theaterfestival.

## Voorstellingen
- Dadaland - &Brakema Producties (2025)
- Isotopia - &Brakema Producties
- Nacht In... - &Brakema en Het Zuidelijk Toneel
- Oom Wanja - Noord Nederlands Toneel (2020)
- Agatha - MATZER (2020)
- Er zal iemand komen II - Noord Nederlands Toneel
- Leonce und Lena - Schauspielhaus Bochum (2019)
- Er zal iemand komen I - Noord Nederlands Toneel (2019)
- Fosse - Firma Ducks/Theater Bellevue
- Menuet - NTGent (2018)
- Totentanz - Theater Freiburg (2017)
- De Kale Zangeres - Noord Nederlands Toneel (2017)
- Face to Face naar Ingmar Bergman - Firma Ducks (2017)
- Wozzeck (Buchner)- Toneelschuur Producties jongerenproductie (2016)
- Mon Amour' - Fraslab Frascati Producties (2015)
- De Wilde Eend (Ibsen / Stone) - Theaterschool (2015)
- Gif.” (Lot Vekemans) - Theaterschool (2014)
- Daar Buiten - Laika Antwerpen (2010)

## Prijzen en onderscheidingen
Selectie Nederlands Theater Festival 2016
Jury: “Net afgestudeerd introduceert Brakema al een nieuwe regiestijl, waarin de emotionele kern van de personages fysiek weergegeven wordt. Het wat ongemakkelijke gevoel dat dit teweeg brengt, maakt dat het des te harder binnenkomt.”
Andre Veltkampprijs 2015
Jury: “Liliane ontvangt de prijs voor haar afstudeervoorstelling De Wilde Eend, een intelligent geregisseerde, zintuiglijke en hedendaagse voorstelling die ontroert.”